# Puig de la Miranda
El Puig de la Miranda és una muntanya de 630 metres que es troba al municipi de Sant Feliu de Pallerols, a la comarca catalana de la Garrotxa.